# Proplatycnemis alatipes
Proplatycnemis alatipes is een juffer uit de familie van de breedscheenjuffers (Platycnemididae).
De wetenschappelijke naam van de soort werd in 1872 als Psilocnemis alatipes gepubliceerd door Robert McLachlan.